# (3428) Roberts
(3428) Roberts (1952 JH) est un astéroïde de la ceinture principale, découvert le 1er mai 1952 à l'observatoire Goethe Link près de Brooklyn, dans l'Indiana. 
Il est nommé d'après Walter Orr Roberts, directeur fondateur du National Center for Atmospheric Research. Il a une magnitude absolue de 12,0.